# ماری هنمی
ماری هنمی (به ژاپنی:辺見 マリ) (زاده ۱۳ مهر ۱۳۲۹) خواننده و بازیگر ژاپنی است. هنمی در شهر زوشی در استان کاناگاوا در کشور ژاپن متولد شد و در کیوتو بزرگ شد.